# Момотомбо
Момото́мбо (ісп. Momotombo) — стратовулкан у Нікарагуа, неподалік від міста Леон. Він стоїть на березі озера Манагуа.

## Історія
Виверження вулкана в 1610 році змусило мешканців іспанського міста Леон переїхати приблизно за 30 миль на захід. Руїни цього міста, які входять до Світової спадщини ЮНЕСКО, збереглися в Старому Леоні (León Viejo). Передостаннє виверження вулкана, згідно з даними Global Volcanism Program, відбулося 21 червня 1905 року.
1 грудня 2015 (в ніч з 30 листопада на перше грудня по місцевим часом) почалося перше за 110 років виверження вулкана, і закінчилося воно 7 березня 2016 року.

## Вулкан у культурі

Герб Нікарагуа 1854 року із зображенням Момотомбо

Гора досить симетрична, її форма є одним із символів країни Нікарагуа. Її нерідко зображують на сірникових коробках, поштових марках, листівках, рекламних проспектах та в революційному монументальному живописі. Він також був зображений на гербі Нікарагуа 1854 року. Один із найвидатніших літераторів західної півкулі, Даріо Рубен, склав на честь вулкана однойменну поему. Цей вулкан був, зокрема, дуже популярним перед початком Першої світової війни. Багато туристів відвідувало його, особливо 1904 року, за рік до виверження.

## Галерея

Виверження кінця 2015 року (фото від 2 грудня)
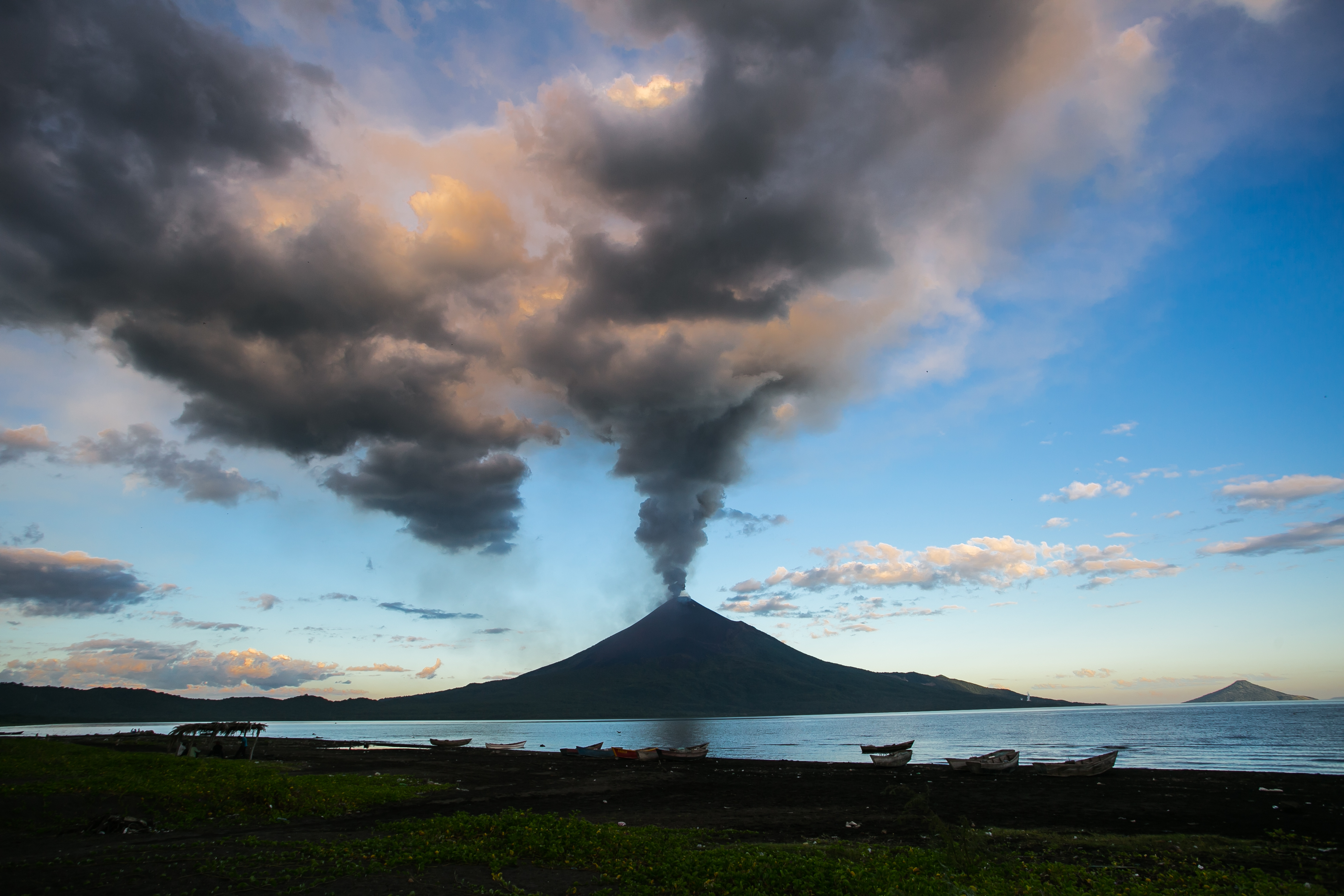
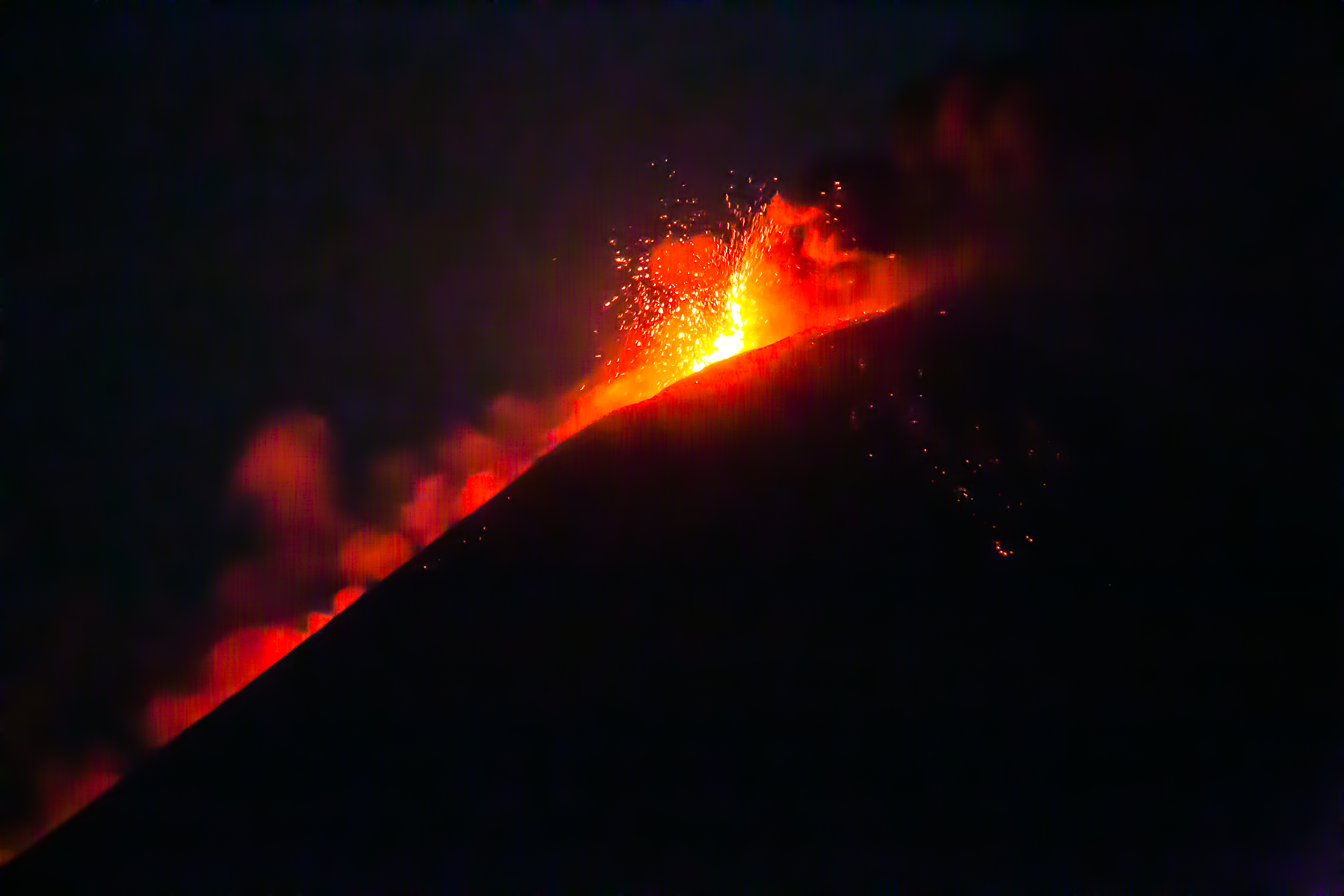